# Samsung Galaxy J7 (2015)
Il Samsung Galaxy J7 (2015) è uno smartphone Android di fascia medio-bassa prodotto da Samsung, facente parte della serie Galaxy J.
In base alla versione, può essere dotato o meno di dual SIM (Duos), di NFC e di chipset Snapdragon o Exynos.

## Caratteristiche tecniche

### Hardware
Il Galaxy J7 (2015) è uno smartphone con form factor di tipo slate, misura 152.2 x 78.7 x 7.5 millimetri e pesa 171 grammi.
Il dispositivo è dotato di connettività GSM, HSPA, LTE, di Wi-Fi 802.11 b/g/n con supporto a Wi-Fi Direct e hotspot, di Bluetooth 4.1 con A2DP, di GPS con A-GPS e GLONASS, di NFC (solo nelle versioni con chipset Snapdragon) e di radio FM. Ha una porta microUSB 2.0 ed un ingresso per jack audio da 3.5 mm.
Il Galaxy J7 (2015) è dotato di schermo touchscreen capacitivo da 5.5 pollici di diagonale, di tipo S-AMOLED con aspect ratio 16:9 e risoluzione 720 x 1280 pixel (densità di 267 pixel per pollice). Il frame laterale ed il retro sono in plastica. La batteria agli ioni di litio da 3000 mAh è removibile dall'utente.
Il chipset è un Exynos 7580 Octa o Snapdragon 615 (in base alla versione), con CPU octa-core formata in entrambi i casi da 8 Cortex-A53 e GPU Adreno 405 o Mali-T720MP2. La memoria interna è una eMMC 4.5/5.0 da 16 GB, mentre la RAM è di 1.5 GB.
La fotocamera posteriore ha un sensore da 13 megapixel, dotato di autofocus e flash LED, in grado di registrare al massimo video full HD a 30 fotogrammi al secondo, mentre la fotocamera anteriore è da 5 megapixel, con flash LED.

### Software
Il sistema operativo è Android, in versione 5.1 Lollipop, aggiornabile ufficialmente fino a 7.1.1 Nougat.
Ha l'interfaccia utente TouchWiz, che diventa Samsung Experience con l'aggiornamento a Nougat.